# Шаламова, Елена Владимировна
Елена Владимировна Шаламова (4 июля 1982, Астрахань, РСФСР, СССР) — российская гимнастка. Заслуженный мастер спорта России, олимпийская чемпионка по художественной гимнастике в групповых упражнениях (2000).

## Спортивные достижения
Тренировалась у А. Сидоренко и Л. Н. Сайфулиной (первый тренер)
- 1998—1999 г. Чемпионка мира.
- 2000 г. Сидней Олимпийская чемпионка.
- 2001 г. Чемпионка Европы.
- Многократная чемпионка России.
- Многократная победительница Кубков мира и Гран-при.